# Oligostigma flavimarginale
Oligostigma flavimarginale is een vlinder uit de familie van de grasmotten (Crambidae), uit de onderfamilie van de Acentropinae. De wetenschappelijke naam van deze soort is voor het eerst gepubliceerd in 1899 door William Warren.
De soort komt voor in Brazilië.